# Цирельсон, Владимир Григорьевич
Влади́мир Григо́рьевич Цирельсон (3 марта 1948 года, Харьков, УССР, СССР) — российский учёный, специалист в области квантовой химии, кристаллохимии и теории химической связи, доктор физико-математических наук (1989), профессор (1992), заслуженный деятель науки Российской Федерации, заведующий кафедрой квантовой химии РХТУ.
Индекс цитирования работ, опубликованных после 1977 г — 4771, индекс Хирша — 36 (по данным Scopus на 2023 г.).

## Биография
Вырос в семье инженеров-железнодорожников. Отец — Цирельсон Григорий Абрамович (1927—1987) был главным инженером локомотивной службы Донецкой железной дороги. Мать — Цирельсон Зинаида Григорьевна (1926—2020) была инженером-экономистом.
В 1975 году окончил физический факультет Донецкого университета. В 1979 году окончил аспирантуру Российского химико-технологического университета имени Д. И. Менделеева (РХТУ) по специальности «Физика твёрдого тела». В 1989 году защитил докторскую диссертацию по теме «Электронная плотность и свойства кристаллов по рентгеновским дифракционным данным» в НИФХИ им. Л. Я. Карпова.
С 1989 года преподаёт в РХТУ. Воспитал более 20 учеников, которые работают в России, Германии, Японии, Франции, США и Австралии.
Консультант комиссии по квантовой кристаллографии Международного союза кристаллографов. Сопредседатель ряда симпозиумов в США, Японии, Польше, России и др.

## Научные достижения
Исследования В. Г. Цирельсона посвящены изучению химической связи, теплового движения атомов и структурной обусловленности магнитных, оптических, спектральных и динамических свойств молекулярных и кристаллических систем. Разработал теоретические основы прецизионного рентгеноструктурного анализа, методы представления и принципы интерпретации экспериментальных данных по электронной плотности и ангармонизму атомных смещений в кристаллах, создал методы характеризации свойств кристаллов по этим данным. Разработал принципы безорбитальной квантовой кристаллографии.

## Основные работы
Автор более 270 публикаций, в том числе 6 монографий и 8 учебных пособий по квантовой химии, теории химической связи и прецизионному рентгеноструктурному анализу.
- Цирельсон В. Г., Зоркий П. М., Нозик Ю. З., Урусов В. С., Озеров Р. П. Электронная кристаллохимия. М.: Винити, 1986. − 260 стр.
- Химическая связь и тепловое движение атомов в кристаллах. М.: Винити, 1993. − 268 стр.
- Tsirelson V. G., Ozerov R. P. Electron Density and Bonding in Crystals. Institute of Physics Publ.,Bristol and Philadelphia, 1996. — 517 pp.
- Interpretation of experimental electron densities by combination of the QTAM and DFT // The Quantum Theory of Atoms in Molecules: From Solid State to DNA and Drug Design / Eds. C. Matta and R. Boyd. Wiley-VCH, 2007, Chapter 10.
- Квантовая химия. Молекулы, молекулярные системы и твердые тела. М.: Бином, 2010. − 496 с. ISBN 978-5-9963-0080-8; Изд-е 4-е, испр. 2017.

## Награды
- Премия им. акад. Б. К. Вайнштейна за развитие прецизионной электронографии (2001);
- Международная исследовательская премия им. Александра фон Гумбольдта в области теоретической химии и кристаллографии (Германия, 2002) за развитие новых квантово-химических и экспериментальных методов исследования химической связи в молекулярных и кристаллических системах;
- Гранты в области науки и технологий Правительства Москвы (2003, 2003, 2004);
- Диплом V Международного конкурса «Университетская книга−2010» в номинации «Лучшее учебное пособие по естественным наукам» (Москва, 2010).